# Guagnano
Guagnano é uma comuna italiana da região da Puglia, província de Lecce, com cerca de 6.193 habitantes. Estende-se por uma área de 37 km², tendo uma densidade populacional de 167 hab/km². Faz fronteira com Campi Salentina, Cellino San Marco (BR), Salice Salentino, San Donaci (BR), San Pancrazio Salentino (BR).

## Demografia
| Variação demográfica do município entre 1861 e 2011                               |
|                                                                                   |
| Fonte: Istituto Nazionale di Statistica (ISTAT) - Elaboração gráfica da Wikipedia |